# アウラプテン
アウラプテン（auraptene、7-geranyloxycoumarin）は、天然の生理活性モノテルペンクマリンエーテルである。ミカン属 (Citrus) 植物から初めて単離された。アウラプテンは変性疾患に対して顕著な予防効果を示す。げっ歯類モデルにおいて肝がん、皮膚がん、舌がん、食道がん、大腸がんに対してアウラプテンが化学的防除剤となることが多くの研究によって示されている。ヒトに対する効果は不明である。